# Mestna avtobusna linija št. 4 (Maribor)
Mestna avtobusna linija številka 4 AP Mlinska – Studenci – Limbuš je bila ena izmed 21 avtobusnih linij javnega mestnega prometa v Mariboru. Potekala je v smeri sever - zahod in povezovala središče Maribora s Taborom, Studenci, Damiševim naseljem, Pekrami in Limbušem.

## Stara trasa
- smer AP Mlinska – Studenci – Limbuš: Mlinska ulica - Partizanska cesta - Titova cesta - Ulica heroja Bračiča - Svetozarevska cesta - Ulica kneza Koclja - Glavni trg - Stari most - Trg revolucije - Dvorakova ulica - Ulica Moše Pijada - Valvasorjeva ulica - Ulica heroja Šercerja - Limbuška cesta - Lesarska ulica - Lavtarjeva ulica - Lesarska ulica - Limbuška cesta - Cesta Graške gore - Lackova cesta.
- smer Limbuš – Studenci – AP Mlinska: Lackova cesta - Limbuška cesta - Lesarska ulica - Lavtarjeva ulica - Lesarska ulica - Limbuška cesta - Ulica heroja Šercerja - Valvasorjeva ulica - Ulica Moše Pijada - Ljubljanska ulica - Trg revolucije - Stari most - Glavni trg - Ulica kneza Koclja - Svetozarevska cesta - Ulica heroja Bračiča - Titova cesta - Partizanska cesta - Mlinska ulica.